# Mathéo Frisach
Pas d'image ? Cliquez ici

a Compétitions nationales et continentales officielles uniquement.

b Matchs officiels uniquement.
Dernière mise à jour le 18 juin 2025.
Mathéo Frisach, né le 10 février 2006, est un joueur français de rugby à XV. Il évolue au poste de pilier gauche à l'ASM Clermont Auvergne en Top 14.

## Biographie

### Jeunesse et formation
Mathéo Frisach naît le 10 février 2006,. Il est originaire d'Izon dans le département de la Gironde. À cinq ans, en 2011, il commence la pratique du rugby à XV au sein de l'US Izon,.
Sept ans plus tard, il rejoint le RC Libourne, où il passe une saison, puis le CA Bordeaux Bègles (CABBG) à partir de 2019,. Dans son nouveau club, en moins de 14 ans, il rentre en préfilière alors qu'il est scolarisé au collège à Talence avant d'entrer au pôle espoirs. Au lycée, il est toujours licencié au CABBG. Ayant tout d'abord évolué dans les lignes arrières, comme centre ou arrière, il est rapidement replacé dans le pack. En moins de 14 ans, alors qu'il joue en troisième ligne centre depuis son arrivée au CABBG, il bascule au poste de pilier gauche.
En début d'année 2022, il est retenu par la Fédération française de rugby (FFR) dans un groupe de cent joueurs de moins de 16 ans, considérés comme les meilleurs de leur catégorie d'âge, pour participer à un stage afin que la FFR puisse évaluer leur niveau. L'année suivante, lors du mois de février, il est une nouvelle fois retenu par la FFR dans un groupe de cent joueurs pour participer à un stage, cette fois-ci avec les moins de 17 ans.
À partir de la saison 2023-2024, il rejoint le centre de formation de l'ASM Clermont Auvergne,,. Pour la troisième année consécutive, il est retenu pour un stage de la FFR. À l'issue de ce stage, il est sélectionné en équipe de France des moins de 18 ans pour le Festival des Six Nations et dispute son premier match face à l'Italie en préparation à Parme.
Pour la saison 2024-2025, il fait partie de l'effectif des espoirs du club clermontois. En amont de cette saison, il passe de 133 kg à 121 kg afin d'avoir une meilleure activité sur le terrain. Toutefois, lors de la pré-saison, il est également intégré au groupe professionnel et prend part au match amical contre l'USON Nevers. Au mois de novembre 2024, il est convoqué pour un stage avec l'équipe de France des moins de 20 ans développement,. Dans la continuité de ce stage, il prend part à une rencontre contre l'Italie remportée 55 à 36.

### Début de carrière professionnelle
Début mars 2025, Mathéo Frisach est retenu pour la première fois en Top 14, par son beau-père et entraîneur Christophe Urios, à l'occasion d'un déplacement sur la pelouse de l'Aviron bayonnais. Alors qu'il n'est pas censé jouer avec les professionnels cette saison, il profite des absences de Giorgi Akhaladze, convoqué en sélection nationale, et de Sacha Lotrian (blessure) pour effectuer sa première feuille de match en tant que remplaçant,. Durant la rencontre, il entre précocement dès la 31e minute de jeu à la place d'Étienne Falgoux et connaît des débuts compliqués en étant plusieurs fois sanctionnés puis en écopant d'un carton jaune, avant de voir Falgoux rentrer à sa place à l'issue de ses dix minutes de sanction. Son club s'incline 31 à 18,. Début avril, il est sélectionné en équipe de France des moins de 20 ans développement afin d'affronter l'Angleterre et l'Irlande. Cependant, à la mi-avril, il est de nouveau retenu contre le RC Toulon à l'extérieur, profitant des forfaits jusqu'à la fin de saison de Falgoux et Lotrian, et ne rejoint donc pas la sélection française. En cette fin de saison, il enchaîne ensuite les matchs et réalise une bonne entrée contre le Lyon OU avant de connaître sa première titularisation contre le Castres olympique. Fin mai, il est retenu par l'équipe de France des moins de 20 ans dans un groupe élargi afin de préparer le Championnat du monde junior 2025. Quelques jours plus tard, il participe au match remporté sur la pelouse du Montpellier HR qui permet à son club de se qualifier pour les barrages de Top 14 pour la première fois depuis 2021. Pour le match de barrage, sur la pelouse de l'Aviron bayonnais, il n'est pas retenu en raison d'une gêne aux adducteurs et son équipe est éliminée de la compétition,. Pour sa première saison avec les professionnels, il dispute sept matchs, dont un en tant que titulaire. Mi-juin, il n'est pas retenu dans le groupe final des Bleuets pour le Championnat du monde junior. Finalement, durant la compétition, il profite du forfait sur blessure de Noa Traversier pour être convoqué.